# Curculionellus
Genre
Curculionellus est un genre de coléoptères de la famille des Staphylinidae et de la sous-famille des Pselaphinae.

## Liste des espèces
Le genre comprend les espèces suivantes :
- Curculionellus cavifrons Jeannel, 1952
- Curculionellus divisifrons Heller, 1936
- Curculionellus doreianus Westwood, 1870
- Curculionellus glabricollis Westwood, 1870
- Curculionellus hirtus Raffray, 1904
- Curculionellus komyungkyuneae Nomura & Chang Eon Lee, 1993
- Curculionellus nitidus Schaufuss, 1882
- Curculionellus punctatus (King, 1865)
- Curculionellus riparius Raffray, 1900
- Curculionellus robusticornis Schaufuss, 1882
- Curculionellus rugithorax Reitter, 1883
- Curculionellus semipolitus Schaufuss, 1886
- Curculionellus setosus Jeannel, 1952

## Taxinomie
Le genre est décrit en 1870 par l'entomologiste John Obadiah Westwood.